# Marek Zabka
Marek Michał Żabka (3 settembre 1955) è un aracnologo polacco, principalmente interessato allo studio biogeografico e tassonomico dei ragni della famiglia Salticidae che abitano l'Australia e le isole del Pacifico.
Dopo essersi laureato in biologia, nel 1978, all'Università naturalistico-umanistica di Siedlce (con una tesi sui Salticidae presenti sulle rive del fiume Vistola nei pressi di Płock), conseguì, nel 1983, il dottorato in biologia presso l'Università Adama Mickiewicza (UAM) di Poznań, dove divenne docente nel 1991. Dal 2003, occupa la cattedra di zoologia presso la stessa università di Siedlce dove aveva conseguito la laurea.
Il suo principale campo di interesse sono i ragni saltatori della famiglia Salticidae dell'Oceania di cui ha curato la revisione tassonomica a livello di genere (oltre 50, i generi revisionati) e studiato la distribuzione sul territorio e le relazioni intra ed interspecifiche. Nel corso delle sue ricerche sui Salticidae, ha anche scoperto e descritto alcune nuove specie e alcuni nuovi generi - generalmente endemici di aree molto ristrette - della Nuova Guinea, dell'Australia e della Nuova Zelanda (come Bulolia, nel 1996, e Hinewaia, nel 2002).